# Guillaume Ier de Berg
Pour les articles homonymes, voir Guillaume Ier.
Guillaume Ier de Berg (v. 1242 – 16 avril 1308), fils de Adolphe IV de Berg et de Marguerite de Hochstaden.

## Biographie
À la mort de son frère, Adolphe V de Berg, Guillaume lui succède comme comte de Berg. Son mandat est marqué par des conflits avec l'archevêque de Cologne. Lui qui jusqu'alors était moine, a pour cela obtenu une dispense du pape pour renoncer à ses vœux. En 1300, il soutient le roi Albert Ier de Habsbourg contre les électeurs rhénans, renforçant ainsi son opposition à l'archevêque de Cologne. Il commence les fondations des monastères et des églises, de Beyenbourg et Gräfrath.
Guillaume épouse Irmgard de Clèves († 11 mai 1319), fille de Thierry VI de Clèves, comte de Clèves et veuve de Conrad Ier de Saffenbourg.
Comme Guillaume n'a pas eu d'enfant, c'est son neveu Adolphe VI de Berg, fils de son frère Henri de Berg, seigneur de Windeck, qui lui succède comme comte de Berg.
Guillaume et Irmgard sont inhumés dans le caveau de la famille Berg de la cathédrale d'Altenberg.

## Sources
- (en) Cet article est partiellement ou en totalité issu de l’article de Wikipédia en anglais intitulé « William I of Berg » (voir la liste des auteurs).